# Хопјор
Хопјор (рус. Хопёр) је река у европском делу Русије. Тече у дужини од 979 км, а њен слив обухвата површину од 61.100 км². Извире у Пензенској области, а улива се у реку Дон, као њена лева притока. Пловна је у дужини од 323км, од града Новохоперска да њеног ушћа, док јој је највећи проток 2720 m³/с.
Већи градови на реци Хопјор су:
- Балашов
- Борисоглебск
- Урјупинск
- Новохоперск
- Серафимович